# تروي تومسون
تروي تومسون (بالإنجليزية: Troy Thompson)‏ هو لاعب دوري الرغبي أسترالي، ولد في 6 نوفمبر 1979 في كانبرا في أستراليا.